# Palopuro järnvägsstation
Palopuro järnvägsstation var en järnvägsstation på Helsingfors-Riihimäki-banan. Stationen upphörde år 1996 tillsammans med stationerna Monni och Takoja. Där fanns även en stationsbyggnad som revs år 1994. Nuförtiden fungerar Palopuro som spårbytesplats.